# Achille Bligny
Pour les articles homonymes, voir Bligny.
Achille Bligny, né le 11 juin 1826 à Rouen et mort en août 1862 en Italie, est un peintre français.

## Biographie
Achille Joachim Bligny est né le 11 juin 1826 à Rouen. Il est le fils de Pierre Louis Bligny (1794-1843) et de Rosalie Sophie Simone Gracien (1801-1892).
Il montre un talent précoce pour le dessin, dès l'âge de onze ans, il copie admirablement à la mine de plomb les modèles de paysages ou d'architecture. Ses premiers dessins qui portent ses initiales sont datés de 1837.
Il est élève d'Eustache Bérat à Rouen. Il réalise Vue d'Évreux en 1845.
Il voyage en France, en Allemagne et en Italie où il devient un zouave pontifical et dessine plusieurs monuments romains et des maisons gothiques du Latium. 
Achille Bligny meurt de la malaria à l'hôpital de Marino en Italie le 26 ou 27 août 1862. Il est enterré au cimetière de Campo Verano à Rome.
Ses œuvres font l'objet d'une exposition temporaire, « De Rouen à Rome, itinéraire d’un dessinateur, Achille Bligny (1826-1862) », exposition temporaire au Musée des Beaux-Arts de Rouen (jusqu’au 2 mai 2022) et d'une publication, « Achille Bligny, campagnes d’un paysagiste romantique normand », de Noël Coret, Bruno Delarue et Francis Bligny (Éditions Terre en vue/Fécamp).